# Aracar
Aracar is een vulkaan in de Argentijnse provincie Salta vlak bij de grens met Chili, en maakt deel uit van de Andes. De meest nabijgelegen hogere berg is Pular op 32 kilometer afstand.

## Geologie
Vanaf de basis met een diameter van ongeveer 10 kilometer klimmen de steile hellingen van Aracar naar een hoogte van meer dan 6 kilometer. De kegelvormige bouw van de berg wordt doorbroken door meerdere diepe bergpassen. Op de top van Aracar ligt een vrij jonge en intacte krater van 1 à 1,5 kilometer in doorsnede, met daarin een klein meer.
Het ontstaan van de andesitische vulkaan was het gevolg van drie actieve perioden die plaatsvonden in het Plioceen. Aracar ligt bovenop oude dacitische lavakoepels. Aan de voet van de vulkaan (onder de 4.500 meter) zijn verschillende lavastromen goed bewaard gebleven. In 1993 werden aswolken bij Aracar waargenomen en op 25 april van dat jaar vloeide een lavastroom ongeveer 60 meter naar beneden. Daarvoor was nog nooit vulkanische activiteit waargenomen, men wist niet dat men met een actieve vulkaan te maken had.